# MechWarrior (ролевая игра)
MechWarrior (рус. Мехвоин) — это настольная ролевая игра, действие которой разворачивается в вымышленной вселенной BattleTech.

## Описание
MechWarrior — настольная ролевая игра и одноимённая игровая система. Действия игры происходят во вселенной BattleTech, где игроки могут взять на себя роли Мехвоинов (пилотов Боевых Мехов) или других персонажей вселенной BattleTech.

## Публикации
Игра получила три редакции и множество расширений. Первая редакция была опубликовано в 1986 году корпорацией FASA. Кроме того, многочисленные романы таких авторов, как Майкл А. Стэкпол, дополняют вымышленный мир игры.

#### Редакции
Все три редакции издания были созданы авторами корпорации FASA. Второй тираж третьей редакции игры был опубликован компанией FanPro, LLC (ноябрь 2006 года). Чтобы уменьшить путаницу между играми WizKids MechWarrior: Dark Age и ролевой игрой MechWarrior, FanPro переименовал этот тираж в Classic BattleTech RPG. Новейшее издание выпущено Catalyst Game Labs в линейке Total Warfare: A Time of War.
- MechWarrior: The BattleTech Role Playing Game (первая редакция: 1986)
- MechWarrior: The BattleTech Role Playing Game (вторая редакция: 1991)
- MechWarrior: Third Edition (третья редакция: 1999)
- Classic BattleTech RPG (второй тираж третей редакции: 2007)
- A Time of War (2010)

#### Переводы
Французский
Первая редакция MechWarrior была переведена на французский язык Мишелем Серратом для французского издательства Hexagonal. Перевод Серрата был опубликован в 1989 году под названием Technoguerriers, которое свободно переводит оригинальное английское название.
Японский
Фудзими Себо опубликовал перевод MechWarrior в 1993 году. Перевод комплектовался сценарным сборником «Tamar».
Испанский
Две первые редакции издания игры были переведены на испанский язык и опубликованы: первое издание в 1990 году ныне несуществующим издательством Diseños Orbitales, и второе издание в 1994 году издательством Ediciones Zinco, также ныне несуществующим.

## Отзывы
Ролевая игра MechWarrior заняла 49-е место из 50 самых популярных ролевых игр всех времен по результатам опроса читателей журнала Arcane Magazine 1996 года. Редактор британского журнала Пол Петтенгейл прокомментировал: «За годы, прошедшие с момента первого выпуска, FASA разработала каждый аспект игрового мира BattleTech. В результате получилась детализированная вселенная, переполненная потенциалом для приключений»